# US Robotics Corporation
Ne doit pas être confondu avec US Robots.

Logo de USRobotics

US Robotics Corporation est une entreprise qui fabrique des modems et des produits connexes. Dans les années 1980, l'entreprise a vendu rapidement des modems et avait très bonne réputation. Son siège se situe à Schaumburg (en banlieue de Chicago).
L'entreprise a été fondée en 1976 à Chicago, dans le nord-est de l'Illinois (puis reprise plus tard au 8100 N. McCormick Blvd. à Skokie) par un groupe d'entrepreneurs. Le nom de la société est une référence à l'entreprise fictive US Robots créée par Isaac Asimov dans son Cycle des robots.
US Robotics a été acquise en juin 2013 par UNICOM Global (en) dont elle devient une de ses branches.